# Avenida dos Defensores de Chaves
A Avenida dos Defensores de Chaves é uma avenida de Lisboa, localizada nas freguesias de Arroios e Avenidas Novas.
A avenida tem início na Avenida Casal Ribeiro e fim no Campo Pequeno.
Foi anteriormente designada como Avenida Pinto Coelho e Rua Pinto Coelho.
A avenida homenageia os Combatentes republicanos contra a Monarquia do Norte.
A avenida foi inaugurada durante o 2º aniversário da República.